# Margaretamys
Margaretamys är ett släkte av däggdjur som ingår i familjen råttdjur.
Margaretamys parvus är den minsta arten med en kroppslängd (huvud och bål) 96 till 114 mm och en svanslängd av 154 till 184 mm. Den korta täta och mjuka pälsen har en rödbrun färg på ovansidan och en grå färg vid buken. Svansen har samma färg över hela längden. Margaretamys beccarii är med en kroppslängd av 117 till 152 mm samt en svanslängd av 150 till 200 mm något större. Arten har en gråbrun päls på ryggen med flera styva hår som liknar taggar. På undersidan är pälsen blekare till krämvit. Även svansen är delat i en mörk ovansida och en ljus undersida. Den största arten är Margaretamys elegans med en kroppslängd av 183 till 197 mm samt en svanslängd av 248 till 286 mm. Djuret har en lång och mjuk päls som är brun på ryggen och ljusgrå vid buken. Svansens främre del har en mörk färg och vid slutet är svansen vit.
Dessa gnagare förekommer på Sulawesi som tillhör Indonesien. De lever i tropiska regnskogar och i andra skogar i låglandet och i bergstrakter.
Kladogram enligt Catalogue of Life och Wilson & Reeder (2005):
| Margaretamys | \| \| Margaretamys beccarii \| \| \| \| \| \| Margaretamys elegans \| \| \| \| \| \| Margaretamys parvus \| \| \| \| |
|              | \| \| Margaretamys beccarii \| \| \| \| \| \| Margaretamys elegans \| \| \| \| \| \| Margaretamys parvus \| \| \| \| |
|              | Margaretamys beccarii                                                                                                |
|              | |
|              | Margaretamys elegans                                                                                                 |
|              | |
|              | Margaretamys parvus                                                                                                  |
|              | |

IUCN listar Margaretamys elegans som nära hotad (NT), Margaretamys beccarii som sårbar (VU) och Margaretamys parvus med kunskapsbrist (DD).
Året 2012 blev en fjärde art beskriven, Margaretamys christinae.